# Bruce Altman
Bruce Altman (Bronx, Nova Iorque, 3 de Julho de 1955) é um ator estadunidense, mais conhecido por seu trabalho no filme Changing Lanes, no qual interpretou Terry Kaufman.

## Filmografia

### Televisão
- 2008 - New Amsterdam como Dr. Lewis Prender
- 2007 - The Singles Table como Sr. Braunstein
- 2006 - Help Me Help You como Prof. Ira Morton
- 2004 - Law & Order como Dr. Alvin Lawrence
- 2004 - Rescue Me como Dr. Shinsky
- 2003 - Ed como Dr. Barney Soper
- 2002 - The Sopranos como Alan Sapinsly
- 2002 - Law & Order: Criminal Intent como Jack Crawley
- 2001 - Law & Order: Special Victims Unit como Mark Sanford
- 1997 - Nothing Sacred como Sidney Walters
- 1995 - Touched by an Angel como Henry
- 1994 - The Cosby Mysteries como Robert Mott

### Cinema
- 2008 - The Skeptic como Koven
- 2007 - Bag Boy como Norman
- 2007 - The Pre Nup como Aaron Silver
- 2006 - Running Scared como Dez
- 2005 - Twelve and Holding como Treinador Gilmore
- 2004 - American Exquisite como Tyler
- 2003 - Matchstick Men como Dr. Klein
- 2003 - Marci X como Stan Dawes
- 2002 - Changing Lanes como Terry Kaufman
- 2001 - Get Well Soon como Barry
- 2001 - L.I.E. como Marty Blitzer
- 1999 - Girl, Interrupted como Prof. Gilcrest
- 1999 - Rituals and Resolutions como Larry
- 1998 - The Object of My Affection como Dr. Goldstein
- 1997 - Copland como Burt Handel
- 1996 - To Gillian on Her 37th Birthday como Paul Wheeler
- 1996 - Vibrations como Barry
- 1996 - Rescuing Desire como Dr. Ralph Mallory
- 1994 - Quiz Show como Gene
- 1994 - The Paper como Carl
- 1993 - Mr. Wonderful como Mr. Wonderful
- 1993 - Mr. Jones como David
- 1993 - Rookie of the Year como Jack Bradfield
- 1992 - Glengarry Glen Ross como Larry Spannel
- 1992 - My New Gun como Irwin Bloom
- 1991 - Regarding Henry como Bruce